# Pop o twist
"Pop o twist" är en sång från 1982 skriven av Pugh Rogefeldt. Den utgavs som singel samma år.

## Låtlista
Alla låtar är skrivna av Pugh Rogefeldt.
1. "Pop o twist"
2. "Bussiga trucken"

### Fotnoter
1. 1 2  ”"Pop o twist"”. Svensk mediedatabas. http://smdb.kb.se/catalog/search?q=pugh+rogefeldt+tuggummit&sort=OLDEST. Läst 19 januari 2013.